# Districtul Tirschenreuth
Districtul Tirschenreuth este un district rural (germană: Landkreis) din regiunea administrativă Palatinatul Superior, landul Bavaria, Germania.

## Orașe și comune
| orașe 1. Bärnau (3.431) 2. Erbendorf (5.369) 3. Kemnath (5.281) 4. Mitterteich (7.192) 5. Tirschenreuth (9.383) 6. Waldershof (4.632) 7. Waldsassen (7.465) comune (târg) 1. Falkenberg (971) 2. Fuchsmühl (1.776) 3. Konnersreuth (1.989) 4. Mähring (1.960) 5. Neualbenreuth (1.562) 6. Plößberg (3.490) 7. Wiesau (4.341) | comune 1. Brand (1.209) 2. Ebnath (1.395) 3. Friedenfels (1.354) 4. Immenreuth (1.847) 5. Kastl (1.410) 6. Krummennaab (1.695) 7. Kulmain (2.373) 8. Leonberg (1.032) 9. Neusorg (2.025) 10. Pechbrunn (1.447) 11. Pullenreuth (1.874) 12. Reuth b.Erbendorf (1.226) |